# Мазе Камурдж
Мазе Камурдж (арм. Մազե կամուրջ, дословно — «Мост из волос») — в древнеармянской мифологии мост, расположенный над Огненной рекой (Кракабоц гет; Рехен гет), разделяющей Джохк (Ад) и Драхт (Рай). Праведники проходят по мосту без всякой боли, а грешники соскальзывают и падают в Огненную реку, которая ведёт их в Джохк.
В переносном значения «Мазе Камурдж» означает очень рискованное и опасное дело.
Известна легенда о молодом принце и Мазе Камурдже.

## В литературе
- 3-томный роман Армена Мартиросяна «Мазе Камурдж» (1986—2003 гг.).
- Мазе Камурдж упоминается в романах Раффи «Салби» и «Меликства Хамсы».

## В топонимике
- Мази камурдж — мост через реку Каркар у Шушинской крепости, построенный в первой четверти XVIII века.
- Мази камурдж — мост в городе Карсе.